# 李諒 (虔王)
李谅（8世纪—9世纪），唐朝皇子，是唐德宗的第四子，生母不详。
大历十四年（779年），李谅被他父亲唐德宗封为虔王，授开府仪同三司。贞元二年（786年），李谅领蔡州节度大使、申光蔡观察等使，以大将吴少诚为留后。贞元十年（794年），李谅领朔方灵盐节度大使、灵州大都督，以朔方行军司马李栾为灵府左司马，知府事，朔方留后。贞元十一年（795年）九月，横海大将程怀信驱逐其帅程怀直。十月，唐德宗以李谅领横海节度大使、沧景观察等使，以都知兵马使程怀信为留后，虔王李谅不出阁。贞元十六年（801年），张建封去世，唐德宗以李谅领徐州节度大使、徐泗濠观察处置等使，以张建封子张愔为留后。其后史书中没有记载他的情况。